# Wołów (công xã)
Gmina Wołów là một vùng  đô thị-nông thôn (công xã) ở Wołów, Lower Silesian Voivodeship, ở phía tây nam Ba Lan. Khu vực hành chính của nó là Wołów, nằm cách khoảng 38 kilômét (24 mi) về phía tây bắc của thủ đô khu vực Wrocław.
Gmina có diện tích là 331,06 kilômét vuông (127,8 dặm vuông Anh), và tính đến năm 2006, tổng dân số của nó là 22.572 (trong đó dân số của Wołów lên tới 12.286, và dân số của vùng nông thôn của Gmina là 10.286).

## Gmina lân cận
Gmina Wolow giáp với Gmina của Brzeg Dolny, Malczyce, Oborniki Śląskie, Prochowice, Prusice, Ścinawa, Sroda Slaska và Wińsko.

## Làng
Ngoài Wolow, các Gmina chứa 47 làng Biskupice, Boraszyn, Bozen, debno, Domaszków, Garwół, Gliniany, golina, Gródek, Katy, Kłopotówka, Kretowice, Krzydlina Mala, Krzydlina Wielka, Łazarzowice, Lipnica, Łososiowice, Lubiąż, Mikorzyce, Miłcz, Moczydlnica Dworska, Mojęcice, Nieszkowice, Pawłoszewo, Pełczyn, Piotroniowice, Prawików, Proszkowa, Rataje, Rudno, Siodłkowice, Sławowice, Smarków, Stary wolow, Stęszów, Stobno, Straszowice, Straża, Tarchalice, Uskorz Maly, Uskorz Wielki, Warzęgowo, Wodnica, Wróblewo, Wrzosy, Zagórzyce và Żychlin.